# Modello Karlsruhe

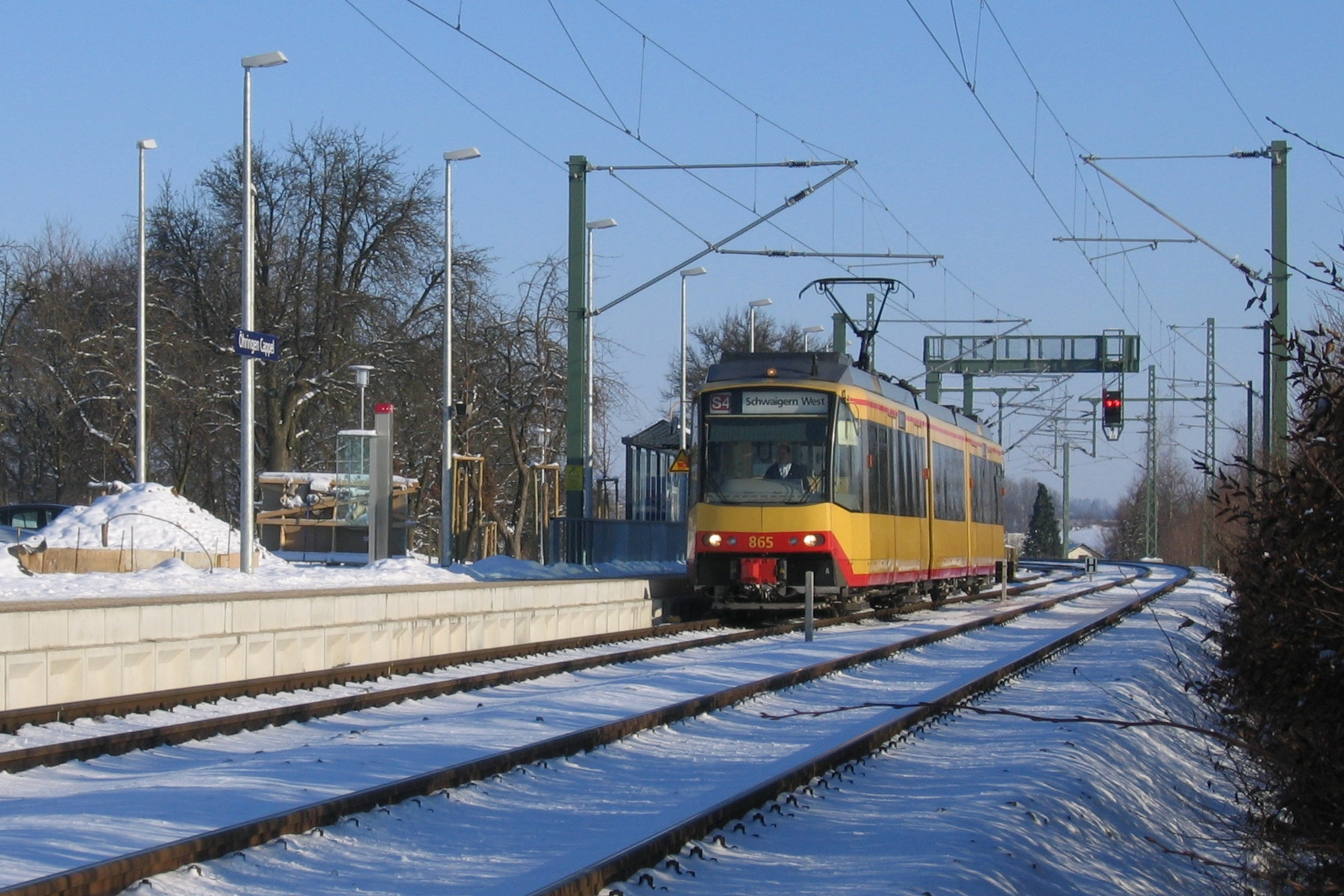
Stadtbahn sulla linea principale

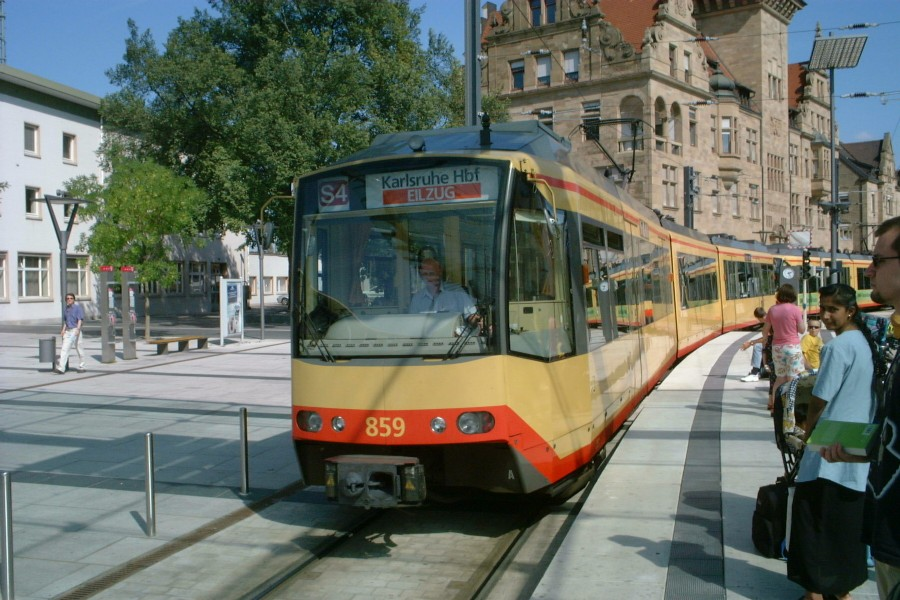
Passaggio in città della Stadtbahn a Heilbronn

Il cosiddetto "modello Karlsruhe" (in tedesco Karlsruher Modell) è un sistema tram-treno che consiste di tram o metropolitana leggera e treni suburbani o regionali che condividono gli stessi binari, in genere nello spazio al di fuori delle aree urbane. Fu inizialmente sviluppato e implementato nella città di Karlsruhe, in Germania, dall'autorità locale per i trasporti, la Karlsruher Verkehrsverbund (KVV).

## Descrizione
Il servizio ebbe inizio nel 1992 a Karlsruhe per offrire un collegamento tra la normale rete ferroviaria e la rete locale dei tram della città. L'intero sistema è oggi chiamato Stadtbahn di Karlsruhe. I passeggeri possono viaggiare da città più lontane, come Baden-Baden, direttamente nel centro della città di Karlsruhe, colmando la lunga distanza esistente tra la stazione ferroviaria e il centro cittadino. Per la maggior parte dei viaggi, il numero di trasbordi sulla rete dei tram si è ridotto significativamente.
Questo modello ha portato alla creazione di un sistema simile di tram-treno in altre località.

## Altri esempi
Un modello simile collega la città di Vienna al quartiere Baden sin dal 1886 (la Wiener Lokalbahn).
Altri sistemi che hanno implementato il modello Karlsruhe sono:
- Rete tranviaria di Chemnitz, Germania
- Saarbahn, Saarbrücken, Germania
- Rete tranviaria di Kassel, Germania
- Rete tranviaria di Nordhausen, Germania
- Metropolitana del Tyne and Wear, Regno Unito
- RijnGouweLijn, Paesi Bassi
- RandstadRail, Paesi Bassi
- Rete tranviaria di San Diego, negli Stati Uniti
- la Metropolitana di Adelaide in Australia utilizzerà il modello Karlsruhe per 4,8 km tra Bowden e Woodville dal 2015, con ulteriori 4,2 km per Port Adelaide dal 2018.

## Treni-tram

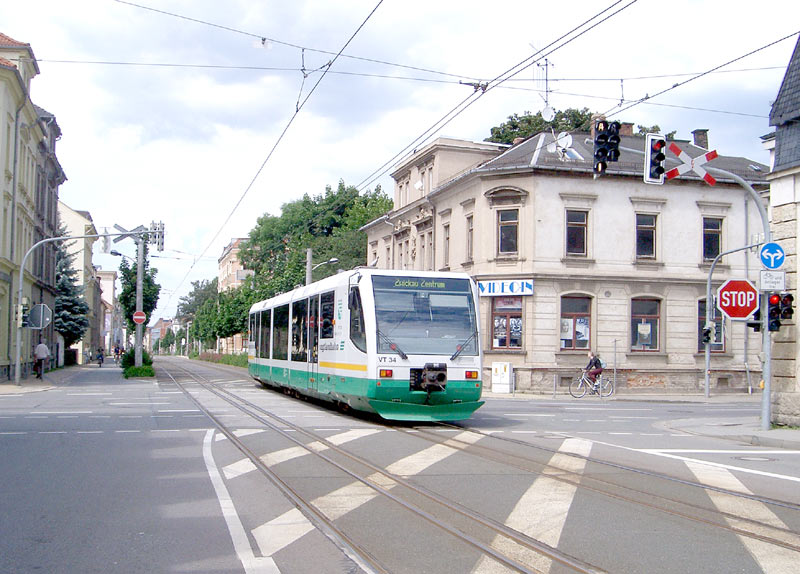
RegioSprinter a Zwickau

La città tedesca di Zwickau ha invertito il modello Karlsruhe estendendo i treni diesel RegioSprinter dalla stazione ferroviaria fino alle strade cittadine, come treni-tram.